# Garcia Hernandez
Garcia Hernandez est une municipalité de la province de Bohol, aux Philippines. Selon le recensement de 2020, il a une population de 24 430 personnes
La ville abrite la grotte funéraire sacrée de Kalagan.